# Lyngby Radio
Lyngby Radio er i dag Forsvarets center for fjernbetjening af de 24 kystradiostationer i Danmark samt andre maritime radioforbindelser til danske skibe og arbejder i tæt samarbejde med JRCC i Karup i forbindelse med nød- il- og sikkerhedsmeldinger. 
Lyngby Radio har fast lyttevagt på VHF kanal 16 og HF 2182 KHz samt en række lokale arbejdskanaler.
Tidligere var en vigtig opgave for den danske kystradiotjeneste at fungere som bindeled mellem land og skibe til søs i  de danske farvande. Denne opgave er dog langsomt forsvundet siden udbygningen af mobiltelefonnettet som efterhånden har overtaget mere og mere af kommunikationen og det er i dag ikke længere muligt at blive viderestillet til telefonnettet med mindre der er tale om en nødsituation.
Lyngby Radio fjernbetjener også Rønne Radio.

## Historie
I 1917 overtog Post og Telegrafvæsnet (P&T) Valdemar Poulsens og Peder Oluf Pedersens forsøgstation nær Bagsværd Sø.
En ekspedition til Vestgrønland i sommeren 1922 skulle undersøge om signalet fra Lyngby Radio kunne modtages under rejsen.
Forsøgsstationen blev i 1923 benyttet til forsøg med spredning af nyheder per radio. I de følgende år fik radioen sit gennembrud i Danmark som massemedie, og stationen ved Bagsværd Sø blev senere til navnkundige Lyngby Radio med kaldesignalet OXZ. Tjenesten forblev hos P&T og efterfølgende TDC frem til 31. december 2014 hvor staten hjemtog opgaven til Forsvaret. 
Lyngby Radio fandt hurtigt ud af, at sendere og modtagere skulle være langt fra hinanden for at undgå forstyrrelser, men det er mange år siden. Derfor blev Skamlebæk Radio (OXT) (sender) og Reersø Radio (modtager) oprettet for at sende og modtage i HF båndet. De bliver nu fjernbetjent af Lyngby Radio (OXZ).
I 2017 flyttede Lyngby Radio, sammen med Forsvarets Operationscenter til Karup, men beholder kaldenavnet Lyngby Radio